# Giuseppe Castruccio
Giuseppe Michele Mario Castruccio (Genova, 11 settembre 1887 – Genova, 3 giugno 1985) è stato un calciatore, diplomatico e militare italiano.

## Biografia
Nato a Genova, in gioventù si dedicò allo sport, divenendo socio del Genoa, arrivando a giocare nella prima squadra.
Allo scoppio della guerra diventa ufficiale in aeronautica dove guadagnò una medaglia d'oro al valore militare.
Terminato il conflitto si dedicò alla carriera diplomatica.
Divenuto nel 1943 console ad Atene, con Guelfo Zamboni  partecipò al salvataggio di 350 ebrei.
Al termine del secondo conflitto mondiale torna a Genova.
Sarà punto di riferimento per i giornalisti sportivi interessati alla storia del Genoa, divenendo una sorta di memoria storica del club rossoblu.
È scomparso nel 1985 a 97 anni.
La rotonda di fronte all'aeroporto di Genova e un albero nel Giardino dei Giusti di Salonicco sono intitolati a lui.

### Carriera calcistica
Cresciuto calcisticamente nel Genoa, nel 1904 vinse con i rossoblu la Seconda Categoria, una sorta di campionato giovanile ante-litteram, battendo nella finale del 17 aprile 4 a 0 la squadra riserve della Juventus.
La stagione seguente, il 26 febbraio 1905, gioca nella rotonda vittoria per 4 a 0 contro l'Andrea Doria II che permise la vittoria nelle eliminatorie liguri.
Impiegato per lo più nella squadra riserve, giocò la sua unica partita da titolare con la prima squadra del Genoa nella stagione del 1907 nell'incontro di qualificazione perso dai Grifoni per 3 a 1 contro l'Andrea Doria.
Fu impiegato nell'amichevole inaugurale del nuovo campo sportivo di San Gottardo dell'8 dicembre 1907 contro l'equipaggio della nave britannica Canopic.
Vanta anche 2 presenze in Palla Dapples.

### Pilota di dirigibile
Con l'entrata nella prima guerra mondiale dell'Italia, Castruccio viene chiamato al fronte.
Diviene pilota di dirigile con il grado di tenente, in azioni di spionaggio e bombardamento sull'M.10.
Il 22 settembre 1917, nel mezzo di un'eroica azione militare, portò in salvo il dirigibile italiano M10 di Casarsa della Delizia gravemente danneggiato dagli austriaci e il re Vittorio Emanuele III d'Italia gli conferì la medaglia d'oro al valore militare, riconoscimento piuttosto raro per un vivente.
Dal 4 novembre successivo è all'Aeroporto di Ferrara prendendo servizio sull'M.15 del Capitano Francesco Pricolo.

### Carriera diplomatica
Dopo il conflitto, intraprese la carriera diplomatica. 
Il 31 maggio 1920 fu tra i funzionari italiani che accolsero nella capitale nipponica gli aviatori Arturo Ferrarin e Guido Masiero, che compirono il cosiddetto Raid Roma-Tokyo a bordo di due Ansaldo SVA 9.
Nel 1933 in quanto console a Chicago, curò l'accoglienza e l'arrivo della Crociera aerea del Decennale guidata da Italo Balbo che giunse nella città statunitense per l'Expo 1933.
Diviene console di Salonicco il 18 giugno del 1943, al posto di Guelfo Zamboni.
Viene così a conoscenza dell'opera di salvataggio degli ebrei di Salonicco che il precedente console stava conducendo.
Approfittando della sua posizione, poté falsificare la nazionalità di molti ebrei greci, spacciandoli per ebrei italiani od italiani, quindi trasferibili ad Atene, occupata dall'esercito italiano ed evitare loro la deportazione nei campi di sterminio nazisti.
Riuscì a salvare, secondo i calcoli del capitano Lucillo Merci, di stanza a Salonicco come interprete, 113 ebrei e 323 italiani o italianizzati, compresi alcuni ricercati dalla Gestapo.
Dopo l'8 settembre, i tedeschi occupano il consolato italiano di Salonicco ma, Castruccio aveva già distrutto tutta la documentazione che avrebbe testimoniato la sua azione di salvataggio, proteggendo se stesso e le genti da lui trasferite ad Atene.
A dicembre il consolato viene chiuso e Castruccio torna in Italia, non prima di essere intervenuto a favore dei militari italiani che avevano collaborato con lui ad organizzare il «treno della salvezza».
Per la sua opera coraggiosa che portò al salvataggio di centinaia di ebrei, gli è stato riconosciuto il titolo di “Giusto fra le Nazioni”, nel corso di una cerimonia che si è svolta Ministero degli Affari Esteri e della Cooperazione Internazionale il 28 aprile 2023.

## Palmarès

### Calciatore

#### Club

##### Competizioni nazionali
- Seconda Categoria: 1

Genoa II: 1904